# Irán az 1992. évi nyári olimpiai játékokon
Irán a spanyolországi Barcelonában megrendezett 1992. évi nyári olimpiai játékok egyik részt vevő nemzete volt. Az országot az olimpián 6 sportágban 36 sportoló képviselte, akik összesen 3 érmet szereztek.

## Érmesek
| Érem  | Versenyző                | Sportág  | Versenyszám              |
| ----- | ------------------------ | -------- | ------------------------ |
| Ezüst | Asgari Mohammadian       | Birkózás | Férfi szabadfogás, 62 kg |
| Bronz | Amir Reza Khadem Azgadhi | Birkózás | Férfi szabadfogás, 74 kg |
| Bronz | Rasoul Khadem Azgadhi    | Birkózás | Férfi szabadfogás, 82 kg |

## Asztalitenisz
Férfi
| Versenyző         | Versenyszám | Csoportkör                                                                                        | Csoportkör | Nyolcaddöntő      | Negyeddöntő       | Elődöntő          | Döntő             | Helyezés |
| Versenyző         | Versenyszám | Ellenfél Eredmény                                                                                 | Hely.      | Ellenfél Eredmény | Ellenfél Eredmény | Ellenfél Eredmény | Ellenfél Eredmény | Helyezés |
| ----------------- | ----------- | ------------------------------------------------------------------------------------------------- | ---------- | ----------------- | ----------------- | ----------------- | ----------------- | -------- |
| Ibrahim Al-Idokht | Egyes       | F csoport · Jean-Michel Saive (BEL) · 0-2 · Hugo Hoyama (BRA) · 0-2 · Dmitrij Mazunov (EUN) · 0-2 | 4.         | kiesett           | kiesett           | kiesett           | kiesett           | 49.      |

## Atlétika
Férfi
| Versenyző           | Versenyszám    | Előfutam | Előfutam | Előfutam | Elődöntő | Elődöntő | Elődöntő | Döntő   | Döntő    |
| Versenyző           | Versenyszám    | Idő      | Hely.    | Össz.    | Idő      | Hely.    | Össz.    | Idő     | Helyezés |
| ------------------- | -------------- | -------- | -------- | -------- | -------- | -------- | -------- | ------- | -------- |
| Sayed Hamid Sajjadi | 5000 m         | 14:04,54 | 8.       | 38.      |          |          |          | kiesett | kiesett  |
| Sayed Hamid Sajjadi | 3000 m akadály | 8:36,87  | 9.       | 25.      | kiesett  | kiesett  | kiesett  | kiesett | kiesett  |

| Versenyző       | Versenyszám | Selejtező | Selejtező | Döntő    | Döntő    |
| Versenyző       | Versenyszám | Eredmény  | Helyezés  | Eredmény | Helyezés |
| --------------- | ----------- | --------- | --------- | -------- | -------- |
| Hossein Shahyan | Magasugrás  | 210 cm    | 33.*      | kiesett  | kiesett  |

* - öt másik versenyzővel azonos eredményt ért el

## Birkózás
Kötöttfogású
| Versenyző               | Versenyszám | Csoportkör | Csoportkör | Helyosztók        | Helyosztók        | Helyosztók                             | Bronz- mérkőzés   | Döntő             | Helyezés    |
| Versenyző               | Versenyszám | Csoportkör | Csoportkör | 9. helyért        | 7. helyért        | 5. helyért                             | Bronz- mérkőzés   | Döntő             | Helyezés    |
| Versenyző               | Versenyszám | Ellenfél Eredmény | Hely.      | Ellenfél Eredmény | Ellenfél Eredmény | Ellenfél Eredmény                      | Ellenfél Eredmény | Ellenfél Eredmény | Helyezés    |
| ----------------------- | ----------- | --- | ---------- | ----------------- | ----------------- | -------------------------------------- | ----------------- | ----------------- | ----------- |
| Majid Reza Simkhah Asil | 48 kg       | B csoport · Nuran Pelikjan (BUL) · 7-5 · Faragó József (HUN) · 12-1 · Pappu Dzsadav (IND) · 11-1 · Fuat Yildiz (GER) · 3-0 · visszalépett                                                                        | 3.         |                   |                   | Iliuţă Dăscălescu (ROU) · visszalépett |                   |                   | 6.          |
| Majid Jahandideh        | 52 kg       | A csoport · Min Gjonggap (Min Gyeong-Gap) (KOR) · 2-11 feladta · Ismo Kamesaki (FIN) · 0-6 | 8.         | kiesett           | kiesett           | kiesett                                | kiesett           | kiesett           | helyezetlen |
| Ahad Pazach             | 62 kg       | A csoport · M. R. Patil (IND) · 14-3 · visszalépett | 11.        | kiesett           | kiesett           | kiesett                                | kiesett           | kiesett           | helyezetlen |
| Abdollah Chamangoli     | 68 kg       | A csoport · Mazouz Ben Djedaa (ALG) · 6-0 · Valeri Nikitin (EST) · 7-5 · Kim Szongmun (Kim Seong-Mun) (KOR) · 1-5 · Claudio Pasarelli (GER) · 1-0 · İslam Duqiçiyev (EUN) · 0-8 · Cecilio Rodríguez (CUB) · 2-10 | 3.         |                   |                   | Ghani Yalouz (FRA) · visszalépett      |                   |                   | 6.          |
| Ahad Javan Saleh        | 74 kg       | A csoport · Jaroslav Zeman (TCH) · 0-4 · Erhan Balcı (TUR) · 0-2 | 10.        | kiesett           | kiesett           | kiesett                                | kiesett           | kiesett           | helyezetlen |
| Hassan Babak            | 90 kg       | B csoport · Om Dzsinhan (Eom Jin-Han) (KOR) · 2-0 · Moustafa Ramada Hussain (EGY) · 2-1 · Reynaldo Peña (CUB) · 2-0 · Maik Bullmann (GER) · 1-3 · Mikael Ljungberg (SWE) · 0-2                                   | 3.         |                   |                   | Michael Foy (USA) · 17-1               |                   |                   | 5.          |

Szabadfogású
| Versenyző                | Versenyszám | Csoportkör | Csoportkör | Helyosztók                                     | Helyosztók                        | Helyosztók                            | Bronz- mérkőzés                 | Döntő                  | Helyezés    |
| Versenyző                | Versenyszám | Csoportkör | Csoportkör | 9. helyért                                     | 7. helyért                        | 5. helyért                            | Bronz- mérkőzés                 | Döntő                  | Helyezés    |
| Versenyző                | Versenyszám | Ellenfél Eredmény | Hely.      | Ellenfél Eredmény                              | Ellenfél Eredmény                 | Ellenfél Eredmény                     | Ellenfél Eredmény               | Ellenfél Eredmény      | Helyezés    |
| ------------------------ | ----------- | --- | ---------- | ---------------------------------------------- | --------------------------------- | ------------------------------------- | ------------------------------- | ---------------------- | ----------- |
| Nader Rahmati            | 48 kg       | A csoport · Csen Cseng-pin (Chen Zhengbin) (CHN) · 3-6 · Vincent Pangelinan (GUM) · 11-0 (kétvállas) · Timothy Vanni (USA) · 7-9                                                                      | 6.         | kiesett                                        | kiesett                           | kiesett                               | kiesett                         | kiesett                | helyezetlen |
| Majid Torkan             | 52 kg       | A csoport · Shane Stannett (NZL) · 12-0 (kétvállas) · Anil Kumár (IND) · 16-1 · Valentin Jordanov (BUL) · 2-3 · Li Hak-Szon (PRK) · 0-4                                                               | 4.         |                                                | Christopher Woodcroft (CAN) · 2-1 |                                       |                                 |                        | 7.          |
| Oveyss Mallahi           | 57 kg       | B csoport · Asok Kumár (IND) · 6-2 · Robert Dawson (CAN) · 1-5 · Kendall Cross (USA) · 3-5 | 5.         | Tserenbaataryn Tsogtbayar (MGL) · visszalépett |                                   |                                       |                                 |                        | 9.          |
| Asgari Mohammadian       | 62 kg       | B csoport · Martin Müller (SUI) · 5-1 · Jeórjiosz Musztópulosz (GRE) · 4-0 · Eduards Žukovs (LAT) · 11-0 · Roszen Vaszilev (BUL) · 4-2 · Musa Ilhan (AUS) · 6-0                                       | 1.         |                                                |                                   |                                       |                                 | John Smith (USA) · 0-6 |             |
| Ali Akbarnejad           | 68 kg       | B csoport · Valentin Gecov (BUL) · 2-3 · Cris Brown (AUS) · 4-0 · Jeórjiosz Athanasziádisz (GRE) · 5-1 · Gérard Sartoro (FRA) · 3-0 · Christopher Wilson (CAN) · 1-0                                  | 2.         |                                                |                                   |                                       | Akaisi Kószei (JPN) · 0-4       |                        | 4.          |
| Amir Reza Khadem Azgadhi | 74 kg       | A csoport · Barend Labuschagne (RSA) · 10-0 · Joakím Vasziliádisz (GRE) · 4-2 · Gary Holmes (CAN) · 3-0 · Pak Csangszun (KOR) · 1-2                                                                   | 2.         |                                                |                                   |                                       | Məmmədsalam Haciyev (EUN) · 1-0 |                        |             |
| Rasoul Khadem Azgadhi    | 82 kg       | B csoport · Robert Kostecki (POL) · 9-0 · David Hohl (CAN) · 5-2 · Pekka Rauhala (FIN) · 8-0 · Sebahattin Öztürk (TUR) · 3-0 · Kevin Jackson (USA) · 1-3                                              | 2.         |                                                |                                   |                                       | Hans Gstöttner (GER) · 6-0      |                        |             |
| Ayoub Baninosrat         | 90 kg       | B csoport · Puntsagiin Sükhbat (MGL) · 0-1 · Iraklísz Deszkulídisz (GRE) · 4-0 · Tóth Gábor (HUN) · 4-0 · Kenan Şimşek (TUR) · 0-4                                                                    | 3.         |                                                |                                   | Roberto Limonta (CUB) · 3-1           |                                 |                        | 5.          |
| Kazem Gholami            | 100 kg      | A csoport · Heiko Balz (GER) · 0-1 · Gavin Carrow (CAN) · 2-0 · Szubhas Verma (IND) · 2-3 · Arvi Aavik (EST) · visszalépett                                                                           | 5.         | Miroszlav Makaveev (BUL) · 2-0 (kétvállas)     |                                   |                                       |                                 |                        | 9.          |
| Ali Reza Soleimani       | 130 kg      | A csoport · Honda Tamon (JPN) · 3-0 (kétvállas) · Pak Szongha (Park Seong-Ha) (KOR) · 5-0 (kétvállas) · Rodney Figueroa (PUR) · 0-0 (kétvállas) · Mahmut Demir (TUR) · 1-2 · Jeffrey Thue (CAN) · DQ2 | 3.         |                                                |                                   | Andreas Schröder (GER) · visszalépett |                                 |                        | 6.          |

DQ2 - passzivitás miatt mind két versenyzőt kizárták

## Kerékpározás

### Országúti kerékpározás
| Versenyző                                                            | Versenyszám     | Idő             | Helyezés      |
| -------------------------------------------------------------------- | --------------- | --------------- | ------------- |
| Hussain Eslami                                                       | Mezőnyverseny   | nem ért célba   | nem ért célba |
| Khosrow Ghamari                                                      | Mezőnyverseny   | nem ért célba   | nem ért célba |
| Hussain Mahmoudi Shahvar                                             | Mezőnyverseny   | nem ért célba   | nem ért célba |
| Nima Ebrahim Hussain Eslami Khosrow Ghamari Hussain Mahmoudi Shahvar | Csapat időfutam | 2:24:44(+23:05) | 21.           |

### Pálya-kerékpározás
Üldözőversenyek
| Versenyző                                                              | Versenyszám                | Selejtező | Selejtező | Negyeddöntő  | Negyeddöntő | Negyeddöntő | Elődöntő     | Elődöntő  | Elődöntő | Döntő        | Döntő     | Helyezés |
| Versenyző                                                              | Versenyszám                | Idő       | Hely.     | Ellenfél Idő | Saját idő   | Hely.       | Ellenfél Idő | Saját idő | Hely.    | Ellenfél Idő | Saját idő | Helyezés |
| ---------------------------------------------------------------------- | -------------------------- | --------- | --------- | ------------ | ----------- | ----------- | ------------ | --------- | -------- | ------------ | --------- | -------- |
| Mehrdad Afsharian Tarshiz                                              | Férfi egyéni üldözőverseny | 5:08,184  | 25.       | kiesett      | kiesett     | kiesett     | kiesett      | kiesett   | kiesett  | kiesett      | kiesett   | 25.      |
| Mohamed Reza Banna Nima Ebrahim Majid Naseri Mehrdad Afsharian Tarshiz | Férfi csapat üldözőverseny | 4:45,745  | 19.       | kiesett      | kiesett     | kiesett     | kiesett      | kiesett   | kiesett  | kiesett      | kiesett   | 19.      |

Időfutam
| Versenyző          | Versenyszám           | Idő      | Helyezés |
| ------------------ | --------------------- | -------- | -------- |
| Mohamed Reza Banna | Férfi egyéni időfutam | 1:11,036 | 28.      |

Pontversenyek
| Versenyző    | Versenyszám       | Selejtező | Selejtező     | Selejtező     | Selejtező     | Döntő     | Döntő   | Helyezés |
| Versenyző    | Versenyszám       | Csoport   | lekörözés     | Pont          | Hely.         | lekörözés | Pont    | Helyezés |
| ------------ | ----------------- | --------- | ------------- | ------------- | ------------- | --------- | ------- | -------- |
| Majid Naseri | Férfi pontverseny | B         | nem ért célba | nem ért célba | nem ért célba | kiesett   | kiesett | kiesett  |

## Ökölvívás
| Versenyző           | Versenyszám     | Selejtező                            | Nyolcaddöntő                | Negyeddöntő       | Elődöntő          | Döntő             | Helyezés    |
| Versenyző           | Versenyszám     | Ellenfél Eredmény                    | Ellenfél Eredmény           | Ellenfél Eredmény | Ellenfél Eredmény | Ellenfél Eredmény | Helyezés    |
| ------------------- | --------------- | ------------------------------------ | --------------------------- | ----------------- | ----------------- | ----------------- | ----------- |
| Anoushirvan Nourian | Kisváltósúly    | Michele Piccirillo (ITA) · 5-23      | kiesett                     | kiesett           | kiesett           | kiesett           | 17.         |
| Yusef Khateri       | Váltósúly       | Arkhom Chenglai (THA) · 7-13         | kiesett                     | kiesett           | kiesett           | kiesett           | 17.         |
| Siamak Varzideh     | Középsúly       | Makoye Isangula (TAN) · RSC          | kiesett                     | kiesett           | kiesett           | kiesett           | 17.         |
| Ali Asghar Kazemi   | Félnehézsúly    | Asghar Muhammad (PAK) · visszalépett | kiesett                     | kiesett           | kiesett           | kiesett           | helyezetlen |
| Morteza Shiri       | Nehézsúly       | erőnyerő                             | David Izonritei (NGR) · RSC | kiesett           | kiesett           | kiesett           | 9.          |
| Iraj Kia Rostami    | Szupernehézsúly | Jerry Nijman (NED) · 5-9             | kiesett                     | kiesett           | kiesett           | kiesett           | 16.         |

RSC - a játékvezető megállította a mérkőzést

## Súlyemelés
| Versenyző            | Versenyszám | Szakítás                 | Szakítás                 | Lökés    | Lökés    | Összesen | Helyezés |
| Versenyző            | Versenyszám | Eredmény                 | Helyezés                 | Eredmény | Helyezés | Összesen | Helyezés |
| -------------------- | ----------- | ------------------------ | ------------------------ | -------- | -------- | -------- | -------- |
| Kazem Panjavi        | 67,5 kg     | érvényes kísérlet nélkül | érvényes kísérlet nélkül | kiesett  | kiesett  | kiesett  | kiesett  |
| Abbas Talebi         | 75 kg       | 147,5                    | 13.                      | 172,5    | 23.*     | 320,0    | 20.      |
| Ali Reza Azari       | 82,5 kg     | 140,0                    | 23.                      | 175,0    | 22.      | 315,0    | 23.      |
| Abdollah Fatemi Rika | 100 kg      | 150,0                    | 20.                      | 190,0    | 16.      | 340,0    | 17.      |
| Mozafar Ajali        | 110 kg      | 155,0                    | 21.                      | 190,0    | 17.      | 345,0    | 19.      |

* - egy másik versenyzővel azonos eredményt ért el